# 仁済大駅
仁済大駅（インジェデえき）は、大韓民国慶尚南道金海市活川洞にある釜山-金海軽電鉄の駅である。駅番号は13。「活川」を副駅名としている。

## 歴史
- 2011年9月9日 - 開業。

## 駅構造
相対式ホーム2面2線を有する高架駅で、フルスクリーンタイプのホームドアが設置されている。

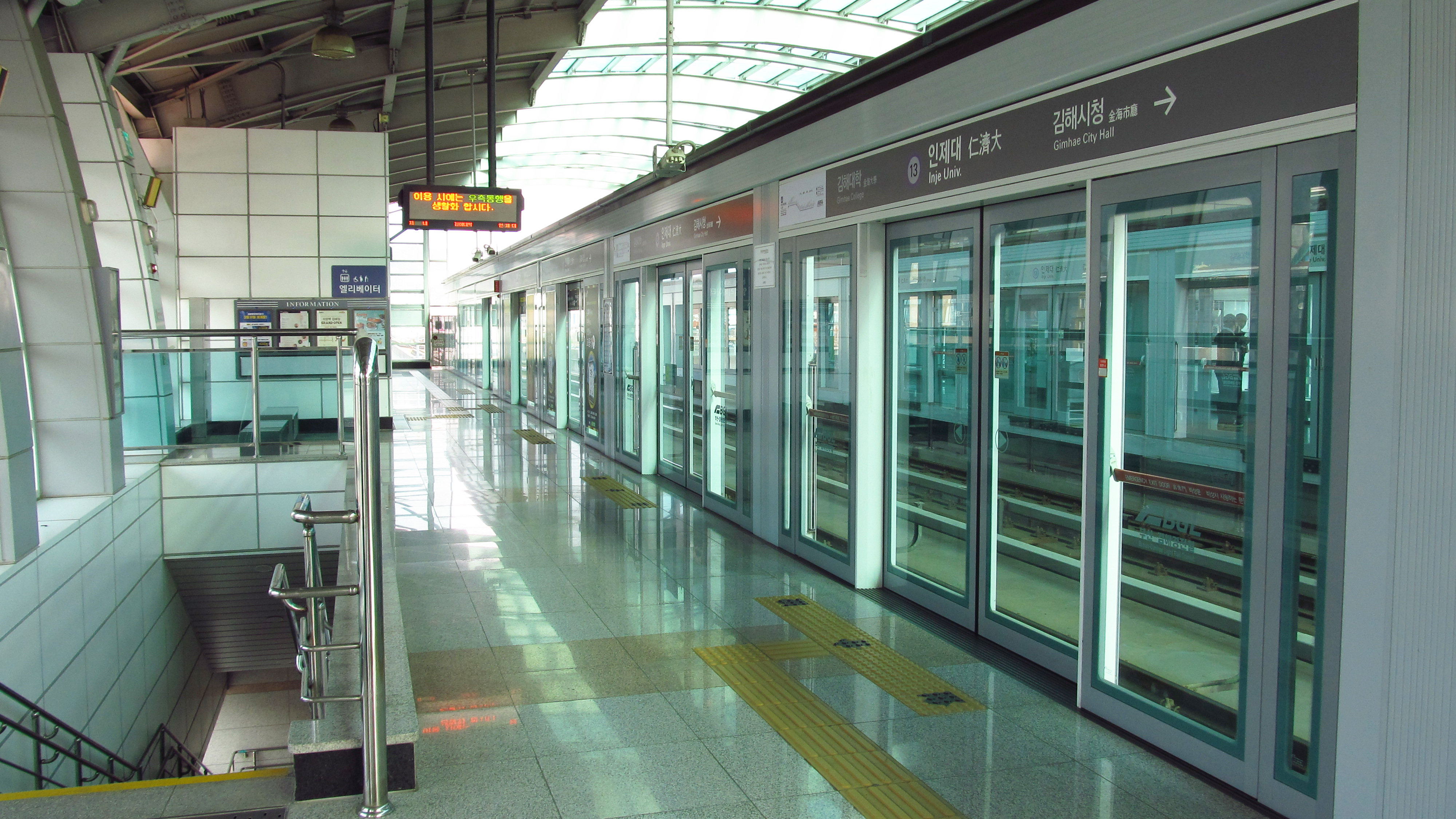
下りホーム（2018年3月）
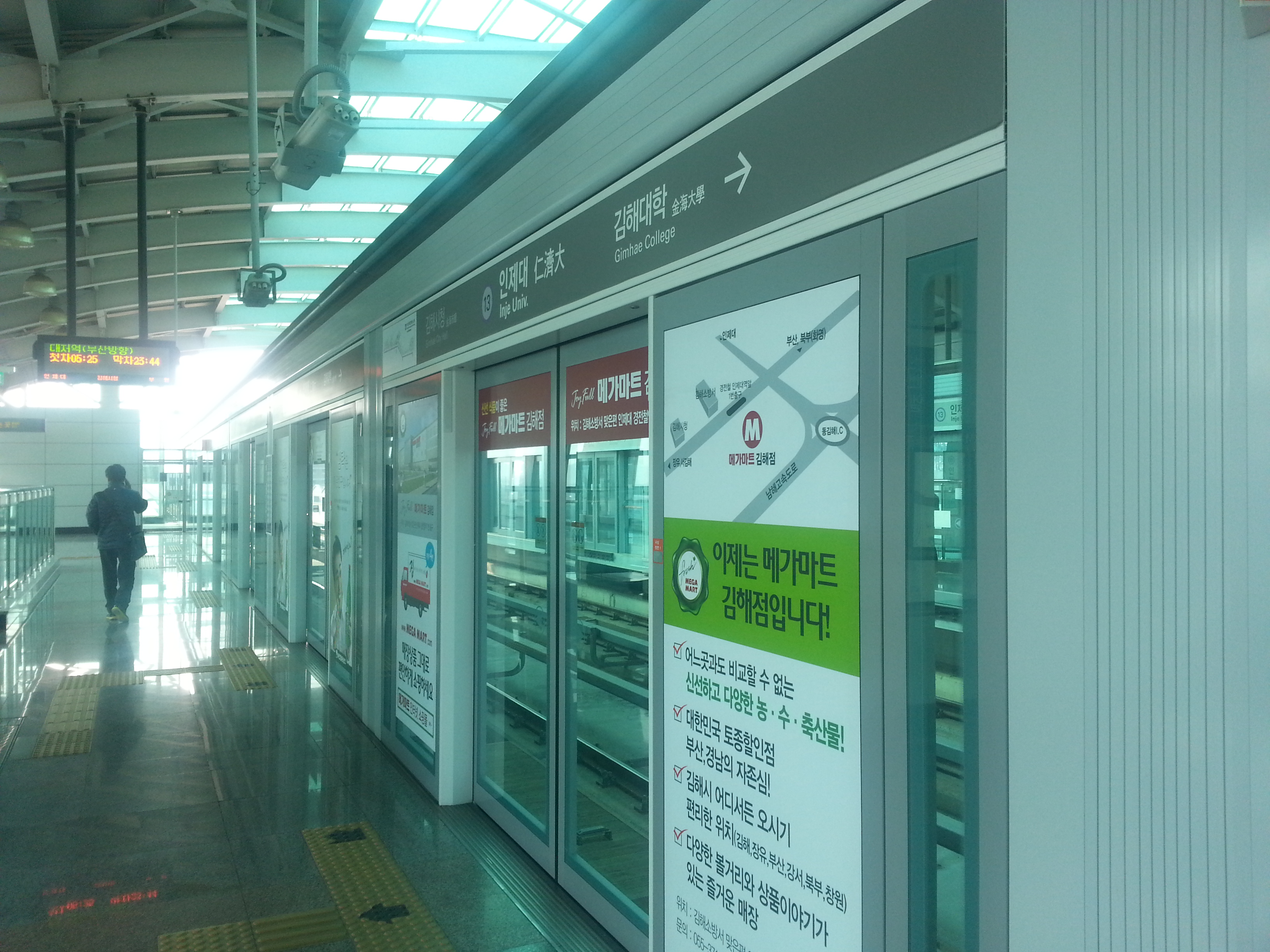
ホームドア

### のりば
| 上り | ●釜山-金海軽電鉄 | 沙上方面   |
| 下り | ●釜山-金海軽電鉄 | 加耶大方面 |

## 駅周辺
- 金海東部消防署
- メガマート金海店
- 南海高速道路東金海インターチェンジ
- 金海高等学校

駅名の由来である仁済大学校は北へ約2 kmの距離にある。

## 隣の駅
釜山-金海軽電鉄
●釜山-金海軽電鉄
金海大学駅（12） - 仁済大駅（13） - 金海市庁駅（14）